# 2 euro commemorativi emessi nel 2025
| Immagine | Paese       | Tema | Tiratura   | Emissione         |
| --- | ----------- | --- | ---------- | ----------------- |
| | Germania    | Presidenza del Saarland al Bundesrat: ansa del fiume Saar a Mettlach 3ª moneta della II serie dedicata ai Länder tedeschi | 30.000.000 | 16 gennaio 2025   |
| Descrizione: il disegno raffigura la Saarschleife, l'ansa del fiume Saar, ridotta agli elementi essenziali del motivo del fiume serpeggiante che caratterizza il paesaggio collinare. I gruppi di alberi lungo il corso del fiume simboleggiano il paesaggio boschivo che circonda la pittoresca Saarschleife. La prospettiva a volo d'uccello consente di cogliere l'emblematica via di navigazione naturale inserita tra le colline circostanti, che si estendono in lontananza. La scritta "Saarland" è posizionata in basso, in primo piano, per non turbare il senso di quiete e luminosità del paesaggio. Nella metà superiore del cerchio interno della moneta figurano, a sinistra, il marchio personale dell'artista di Francoforte, Carsten Wolff, e a destra la lettera "X", utilizzata come segnaposto per il marchio della zecca emittente ("A","D", "F", "G" o "J"). Nella metà inferiore sono presenti l'iscrizione "SAARLAND", il codice del paese emittente "D" e l'anno di emissione "2025". Sull'anello esterno della moneta figurano le 12 stelle della bandiera dell'Unione europea. |             | |            |                   |
| | Slovacchia  | 100º anniversario del primo torneo sportivo internazionale in Slovacchia Campionato europeo di hockey su ghiaccio         | 1.000.000  | 20 gennaio 2025   |
| Descrizione: il disegno raffigura un giocatore di hockey su ghiaccio in azione, con un'uniforme tipica dell'epoca del campionato europeo di hockey su ghiaccio del 1925. Alle sue spalle si staglia un panorama stilizzato degli Alti Tatra, catena montuosa slovacca della zona in cui si è svolto il campionato. Lungo il bordo della metà superiore del cerchio interno della moneta si estende l'iscrizione "MAJSTROVSTVÁ EURÓPY V HOKEJI" (campionato europeo di hockey). Nella parte superiore sinistra del disegno figurano, disposti uno sopra l'altro, gli anni "1925" e "2025". In basso compare il nome del paese di emissione "SLOVENSKO". A destra della figura è inciso il marchio della zecca slovacca di Kremnica (Mincovňa Kremnica), che ha prodotto la moneta, affiancato dalle iniziali del disegnatore "KL" (Karol Ličko). Sull'anello esterno della moneta figurano le 12 stelle della bandiera dell'Unione europea. |             | |            |                   |
| | Belgio      | Lotteria nazionale del Belgio                                                                                             | 1.154.000  | 23 gennaio 2025   |
| Descrizione: al centro del disegno è raffigurata la rappresentazione allegorica classica della buona sorte, la dea Fortuna, che regge una cornucopia. Sulla destra e nella parte inferiore figurano quattro quadrifogli, altro simbolo universale della fortuna. Dietro l'immagine di Fortuna è presente l'attuale logo della lotteria nazionale. Sul lato sinistro della moneta è riportata la scritta in francese e neerlandese "loterie nationale loterij". In basso a sinistra sono indicati il codice del paese, BE, e l'anno di emissione, 2025. In basso a destra figurano le iniziali della disegnatrice Iris Bruijns. Poiché le monete saranno coniate dalla zecca reale dei Paesi Bassi, sotto l'anno di emissione figurano il caduceo, marchio della zecca di Utrecht, e un aster davanti a un matraccio di Erlenmeyer, segno del direttore della zecca del Belgio. Sull'anello esterno della moneta figurano le 12 stelle della bandiera dell'Unione europea. |             | |            |                   |
| | Estonia     | 500º anniversario del primo libro in lingua estone                                                                        | 850.000    | 30 gennaio 2025   |
| Descrizione: In futuro Sull'anello esterno della moneta figurano le 12 stelle della bandiera dell'Unione europea. |             | |            |                   |
| | Italia      | Giubileo del 2025 | 3.000.000  | 5 febbraio 2025   |
| Descrizione: al centro del disegno è raffigurata la Porta Santa della basilica di San Pietro. Nella parte superiore è riportata in semicerchio l'iscrizione "IUBILAEUM", mentre nella parte inferiore, sempre in semicerchio e a chiusura dell'iscrizione latina, è presente una sequenza di pesci pieni e vuoti alternati, simbolo del cristianesimo. A sinistra sono indicati l'anno di emissione delle monete, "2025", e la lettera "R", l'identificativo della zecca di Roma. A destra figurano l'acronimo della Repubblica italiana, "RI", e le iniziali dell'autrice, "C.M." (Claudia Momoni). Sull'anello esterno della moneta figurano le 12 stelle della bandiera dell'Unione europea. |             | |            |                   |
| | Spagna      | Città vecchia di Salamanca 16ª moneta della serie dedicata ai siti spagnoli patrimonio dell'umanità UNESCO                | 2.000.000  | 10 marzo 2025     |
| Descrizione: il disegno raffigura una veduta del "Convento de San Esteban". In basso sono riportati il nome del Paese, ESPAÑA, e l'anno di emissione, 2025. Nella parte superiore figurano la scritta SALAMANCA in lettere maiuscole e la "Eme Coronada", una M con la corona, marchio della zecca. Sull'anello esterno della moneta figurano le 12 stelle della bandiera dell'Unione europea. |             | |            |                   |
| | Francia     | Museo del Louvre | 315.000    | 18 marzo 2025     |
| Descrizione: il disegno raffigura la facciata est del Louvre, sovrapposta all'iconica planimetria del dedalo delle straordinarie sale del museo. Sullo sfondo, il pyramidion e la struttura della grande piramide simboleggiano il carattere tradizionale e contemporaneo del Louvre. L'anno di emissione, "2025", l'indicazione del paese, "RF", e i marchi della zecca sono inseriti all'interno della planimetria del museo. Sull'anello esterno della moneta figurano le 12 stelle della bandiera dell'Unione europea. |             | |            |                   |
| | Lituania    | Difesa nazionale | 500.000    | 27 marzo 2025     |
| Descrizione: il disegno raffigura i contorni della Lituania. I confini di Stato sono circondati da una barriera di filo spinato stilizzata, che simboleggia il concetto di difesa olistica ed estesa a tutta la società. L'immagine del riccio rappresenta inoltre l'apertura e la fragilità delle società libere, che devono essere difese con la massima determinazione dalle minacce esterne. La Lituania è raffigurata come un riccio sempre pronto a difendersi. Al centro del disegno figurano la scritta "LIETUVA" (LITUANIA), l'anno di emissione, "2025", e il marchio della zecca lituana. Sull'anello esterno della moneta figurano le 12 stelle della bandiera dell'Unione europea. |             | |            |                   |
| | San Marino  | Giubileo del 2025 | 59.000     | 27 marzo 2025     |
| Descrizione: il disegno presenta al centro una donna con un'ancora, allegoria della pace, mentre tiene per mano un bambino, simbolo dell'umanità. A sinistra figurano l'iscrizione "SAN MARINO", quattro vele quadrate, la lettera "R", identificativo della zecca di Roma, e il cognome dell'autore "DI MAULO" (Gabriele Di Maulo). In alto a destra è riportata una stella a otto punte, subito sotto l'iscrizione "IUBILAEUM 2025" e in basso si trovano le iniziali dell'autrice "M.B.INC" (Marta Bonifacio). Sull'anello esterno della moneta figurano le 12 stelle della bandiera dell'Unione europea. |             | |            |                   |
| | Lussemburgo | 75º anniversario della Dichiarazione Schuman                                                                              | 136.000    | 5 Maggio 2025     |
| Descrizione: il disegno raffigura, nella parte inferiore, una mano che impugna una matita e scrive su un foglio di carta. La parte superiore della matita si trasforma in un ramo d'ulivo, che prosegue a sua volta con una serie di colombe, entrambi simboli di pace. Le colombe volano verso l'orizzonte, dove figurano sei stelle, a rappresentare i sei Stati membri che hanno successivamente firmato il trattato istitutivo della Comunità europea del carbone e dell'acciaio, di cui la dichiarazione Schuman ha gettato le basi. Nella parte superiore del disegno figurano la scritta "DECLARATION SCHUMAN" e la data "09.05.1950". Il numero "75", più in basso, indica l'anniversario della dichiarazione. Alla destra del disegno figurano il nome del paese di emissione "LUXEMBOURG" e l'anno "2025". Il monogramma (una lettera "H" sormontata da una corona) rappresenta il Granduca Henri. Sull'anello esterno della moneta figurano le 12 stelle della bandiera dell'Unione europea.                                                                                                   |             | |            |                   |
| | Lussemburgo | 25º anniversario dell'ascesa al trono del granduca Enrico                                                                 | 136.000    | 5 maggio 2025     |
| Descrizione: al centro del disegno è raffigurata l'effigie del Granduca Henri e, sullo sfondo, il Palazzo Granducale. Sopra l'effigie, in semicerchio, è riportata la scritta "25. TROUNJUBILAUM VUM GROUSSHERZOG HENRI". Sotto l'effigie figurano l'indicazione del paese di emissione "LETZEBUERG" e l'anno "2025". Sull'anello esterno della moneta figurano le 12 stelle della bandiera dell'Unione europea. |             | |            |                   |
| | Italia      | Giro del mondo della nave Amerigo Vespucci                                                                                | 3.000.000  | 9 maggio 2025     |
| Descrizione: al centro del disegno è raffigurata la nave scuola Amerigo Vespucci che solca le onde del mare a vele spiegate. A sinistra, ad arco, è riportata la scritta «Amerigo Vespucci Tour Mondiale 2023-2025». Più in basso a sinistra sono indicati l'anno di emissione delle monete, «2025», e l'acronimo della Repubblica italiana, «RI», mentre a destra figura la lettera «R», identificativo della Zecca di Roma. In esergo, la firma del disegnatore «E. FERRETTI». Sull'anello esterno della moneta figurano le 12 stelle della bandiera dell'Unione europea. |             | |            |                   |
| | Finlandia   | Visite di Stato - Diplomazia e politica estera finlandese                                                                 | 204.000    | 13 maggio 2025    |
| Descrizione: il disegno raffigura una porta astratta di forma rettangolare con finitura a specchio, che simboleggia le visite di Stato. Lungo il lato sinistro del rettangolo sono posizionati verticalmente il marchio della zecca, l'anno di emissione, 2025, e la scritta "FI". Il lato superiore del rettangolo è arrotondato e segue il bordo della moneta. In basso e sulla destra la superficie è scanalata con linee orizzontali, mentre una forma circolare interseca la curva dell'area dell'immagine. Sull'anello esterno della moneta figurano le 12 stelle della bandiera dell'Unione europea. |             | |            |                   |
| | Malta       | Città fortificata di Mdina 2ª moneta della serie dedicata alle cittadelle fortificate                                     | 147.000    | 14 maggio 2025    |
| Descrizione: la moneta si iscrive in una serie dedicata alle città fortificate maltesi, che sono parte integrante del patrimonio culturale maltese ed europeo. Fa seguito alla moneta emessa nel 2024, che raffigura "Iċ-Ċittadella" (La Cittadella) di Gozo. Il disegno rappresenta Mdina sormontata dalla sua cattedrale. In alto a sinistra figura l'iscrizione "MDINA" e in alto a destra compaiono le iniziali del disegnatore "NGB" (Noel Galea Bason). In basso è riportato il nome del paese di emissione "MALTA" e, subito sotto, l'anno di emissione "2025". Sull'anello esterno della moneta figurano le 12 stelle della bandiera dell'Unione europea. |             | |            |                   |
| | Malta       | Bue maltese 2ª moneta della serie dedicata alla fauna maltese                                                             | 140.000    | 15 maggio 2025    |
| Descrizione: il disegno ritrae un bue maltese. La moneta richiama l'attenzione su una delle razze autoctone di Malta, minacciata di estinzione. In alto, a semicerchio, figura l'iscrizione "IL-GENDUS MALTI". In basso è riportato il nome del paese di emissione "MALTA" e, subito sotto, l'anno di emissione "2025". In basso a destra compaiono le iniziali della disegnatrice "MAF" (Maria Anna Frisone). Sull'anello esterno della moneta figurano le 12 stelle della bandiera dell'Unione europea. |             | |            |                   |
| | Monaco      | Antichi feudi Contea di Carladès                                                                                          | 15.000     | 16 giugno 2025    |
| Descrizione: la moneta commemora il titolo di conte di Carladès, attribuito, per tradizione storica, al secondo in linea di successione e che oggi appartiene alla principessa Gabriella. Il disegno raffigura la facciata della fortezza che è stata di proprietà della famiglia Grimaldi fino alla rivoluzione. Nella parte superiore della moneta figura il nome del paese di emissione "MONACO". In basso, a semicerchio, è riportata l'iscrizione "COMTE DE CARLADES". Sull'anello esterno della moneta figurano le 12 stelle della bandiera dell'Unione europea. |             | |            |                   |
| | Portogallo  | 16ª Conferenza Scout Mondiale in Portogallo                                                                               | 515.000    | 24 giugno 2025    |
| Descrizione: la moneta celebra il movimento scout mondiale e i movimenti giovanili che promuovono lo scambio culturale, la comprensione reciproca e l'amicizia, dal momento che nel 2025 il Portogallo ospiterà la 16a edizione del World Scout Moot, un evento che riunisce scout di età compresa tra i 18 e i 25 anni provenienti da tutto il mondo per imparare gli uni dagli altri e sviluppare nuove competenze. Il disegno raffigura un giglio, il simbolo più universale dello scoutismo, posizionato al centro e circondato da diverse iscrizioni: sopra, la frase “Sempre alerta. Sempre pronto“ le due traduzioni portoghesi del motto di Baden-Powell “Sii preparato“, utilizzate dalle due principali organizzazioni scout in Portogallo; a sinistra, il nome del disegnatore; sotto, l'anno e il paese di emissione, "Portogallo"; a destra, lo stemma nazionale del Portogallo, seguito dal marchio della zecca "Casa da Moeda". Sull'anello esterno della moneta figurano le 12 stelle della bandiera dell'Unione europea.                                                                 |             | |            |                   |
| | San Marino  | 550º anniversario della nascita di Michelangelo Buonarroti                                                                | 59.000     | 3 luglio 2025     |
| Descrizione: il disegno presenta al centro Cleopatra, un dettaglio dell'opera di Michelangelo Buonarroti conservata presso la Fondazione Casa Buonarroti (Firenze). A sinistra figurano l'iscrizione "MICHELANGELO" disposta in semicerchio, la lettera R, simbolo della zecca di Roma, e l'anno "1475", mentre a destra sono riportati il nome del paese di emissione "SAN MARINO" disposto in semicerchio e l'anno "2025". In basso sono incise le iniziali dell'autrice "SP" (Silvia Petrassi). Sull'anello esterno della moneta figurano le 12 stelle della bandiera dell'Unione europea. |             | |            |                   |
| | Croazia     | 1100º anniversario del Regno di Croazia e dell'incoronazione di Tomislav I                                                | 400.000    | 14 luglio 2025    |
| Descrizione: In futuro Sull'anello esterno della moneta figurano le 12 stelle della bandiera dell'Unione europea. |             | |            |                   |
| | Belgio      | Circuito di Spa-Francorchamps                                                                                             | 155.000    | 25 luglio 2025    |
| Descrizione: In futuro Sull'anello esterno della moneta figurano le 12 stelle della bandiera dell'Unione europea. |             | |            |                   |
| | Finlandia   | 100º anniversario della gara di atletica Finlandia-Svezia                                                                 | 205.000    | 12 agosto 2025    |
| Descrizione: In futuro Sull'anello esterno della moneta figurano le 12 stelle della bandiera dell'Unione europea. |             | |            |                   |
| | Germania    | 35º anniversario della Riunificazione tedesca                                                                             | 30.000.000 | 25 settembre 2025 |
| Descrizione: In futuro Sull'anello esterno della moneta figurano le 12 stelle della bandiera dell'Unione europea. |             | |            |                   |
| | Francia     | Cattedrale di Notre-Dame                                                                                                  | 20.000.000 | settembre 2025    |
| Descrizione: In futuro Sull'anello esterno della moneta figurano le 12 stelle della bandiera dell'Unione europea. |             | |            |                   |
| | Slovenia    | 100º anniversario della nascita di Miki Muster                                                                            | 1.000.000  | novembre 2025     |
| Descrizione: In futuro Sull'anello esterno della moneta figurano le 12 stelle della bandiera dell'Unione europea. |             | |            |                   |
| | Andorra     | Gipeto | 60.000     | 2025              |
| Descrizione: In futuro Sull'anello esterno della moneta figurano le 12 stelle della bandiera dell'Unione europea. |             | |            |                   |
| | Andorra     | Giochi dei piccoli stati d'Europa                                                                                         | 64.000     | 2025              |
| Descrizione: In futuro Sull'anello esterno della moneta figurano le 12 stelle della bandiera dell'Unione europea. |             | |            |                   |
| | Croazia     | Arena di Pola | ...        | 2025              |
| Descrizione: In futuro Sull'anello esterno della moneta figurano le 12 stelle della bandiera dell'Unione europea. |             | |            |                   |
| | Grecia      | 200º anniversario della scomparsa di Laskarina Bouboulina                                                                 | 750.000    | 2025              |
| Descrizione: In futuro Sull'anello esterno della moneta figurano le 12 stelle della bandiera dell'Unione europea. |             | |            |                   |
| | Grecia      | 100º anniversario della nascita di Mikīs Theodōrakīs                                                                      | 750.000    | 2025              |
| Descrizione: In futuro Sull'anello esterno della moneta figurano le 12 stelle della bandiera dell'Unione europea. |             | |            |                   |
| | Lettonia    | Selonia 5ª moneta della serie dedicata alle Regioni della Lettonia                                                        | 413.000    | 2025              |
| Descrizione: In futuro Sull'anello esterno della moneta figurano le 12 stelle della bandiera dell'Unione europea. |             | |            |                   |
| | Lituania    | Lituania minore 5ª moneta della serie dedicata alle Regioni della Lituania                                                | 500.000    | 2025              |
| Descrizione: In futuro Sull'anello esterno della moneta figurano le 12 stelle della bandiera dell'Unione europea. |             | |            |                   |
| | Monaco      | Antichi feudi Marchesato di Baux                                                                                          | 15.000     | 2025              |
| Descrizione: la moneta commemora il feudo del marchesato di Baux. Il titolo è stato conferito per la prima volta nel 1642 da Ercole Grimaldi, figlio di Onorato II, e oggi, per tradizione storica, appartiene a S.A.S. il principe ereditario Giacomo. Il disegno raffigura la formazione rocciosa e la zona circostante il villaggio di Les Baux-de-Provence. Nella parte superiore della moneta figura il nome del paese di emissione "MONACO". In basso, a semicerchio, è riportata l'iscrizione "MARQUISAT DES BAUX". Sull'anello esterno della moneta figurano le 12 stelle della bandiera dell'Unione europea. |             | |            |                   |
| | Portogallo  | Sviluppo sostenibile | 515.000    | 2025              |
| Descrizione: il disegno raffigura una rappresentazione del pianeta Terra con attorno l'iscrizione "Desenvolvimento Sustentável (sviluppo sostenibile)". Lungo il bordo interno sinistro e superiore è incisa una linea che ricorda un ramo, formata da 17 gruppi di foglie disposte a triangolo: il triangolo richiama il simbolo universale del riciclaggio, mentre le 17 foglie rappresentano i 17 obiettivi dell'Agenda 2030 per lo sviluppo sostenibile. Lungo il bordo interno destro e inferiore compaiono l'iscrizione "Portogallo", lo stemma nazionale del Portogallo, l'anno e il marchio della zecca "Casa da Moeda" sopra il nome della disegnatrice. Sull'anello esterno della moneta figurano le 12 stelle della bandiera dell'Unione europea. |             | |            |                   |
| | Vaticano    | Sede vacante | 76.000     | 2025              |
| Descrizione: il disegno raffigura lo stemma del cardinale camerlengo posizionato sotto il simbolo della Camera apostolica, rappresentato da due chiavi incrociate sormontate da un padiglione. Lungo il bordo della moneta sono incise le iscrizioni "CITTÀ DEL VATICANO", "SEDE VACANTE" e "MMXXV", che indica l'anno di emissione. Tra le diciture "CITTÀ DEL VATICANO" e "SEDE VACANTE" compare una colomba rappresentata in modo astratto. La lettera "R", simbolo della zecca di Roma, è posta sotto lo stemma del camerlengo, affiancata a sinistra dal nome dell'incisore della moneta e a destra dal nome della disegnatrice "O. ROSSI" (Orietta Rossi). Sull'anello esterno della moneta figurano le 12 stelle della bandiera dell'Unione europea. |             | |            |                   |
| | Vaticano    | 550º anniversario della nascita di Michelangelo Buonarroti                                                                | 80.000     | 2025              |
| Descrizione: il disegno rappresenta la cupola della Basilica di San Pietro, progettata da Michelangelo, il quale vi ha lavorato fino alla sua morte nel 1564. Nella parte sottostante si trova una sezione della volta della Cappella Sistina, suddivisa e affrescata da Michelangelo. Sulla sinistra, in verticale, figurano la firma autografa di Michelangelo "michelagniolo", la lettera "R", simbolo della zecca di Roma, e il nome della disegnatrice "D. LONGO" (Daniela Longo). L'iscrizione "CITTÀ DEL VATICANO", indicante lo Stato di emissione, è disposta ad arco sopra la cupola. Appena sotto sono incisi gli anni "1475", l'anno di nascita di Michelangelo, e "2025", l'anno di emissione. Sull'anello esterno della moneta figurano le 12 stelle della bandiera dell'Unione europea. |             | |            |                   |
| | Vaticano    | Giubileo del 2025 | 91.000     | 2025              |
| Descrizione: il disegno raffigura l'apertura della Porta Santa della Basilica di San Pietro. Sulla destra, in verticale, figurano l'iscrizione latina "IVBILAEUM" e l'anno di emissione "2025". Nella parte inferiore, disposta ad arco, si trova l'iscrizione "CITTÀ DEL VATICANO", che indica lo Stato di emissione. Sulla Porta figura la lettera "R", simbolo della zecca di Roma, mentre in basso a sinistra è riportato il nome della disegnatrice "D. LONGO" (Daniela Longo). Sull'anello esterno della moneta figurano le 12 stelle della bandiera dell'Unione europea. |             | |            |                   |